# 無形スピリット
「無形スピリット」（むけいスピリット）は、柴咲コウの22枚目のシングル（RUI、KOH+名義含む）。2011年2月9日にNAYUTAWAVE RECORDSから発売された。

## 概要
- 初回限定盤はミュージックビデオを収録したDVD付き。
- 表題曲「無形スピリット」は、1月26日に先行配信されたITunesロックチャートでは既に1位を獲得している[2]。この曲について柴咲は「ライヴで演奏すれば楽しい曲になる。」と語っている[2]。なおジャケットでは柴咲が猫耳姿を披露している。

## 収録曲
全作詞：柴咲コウ、作曲：DECO*27
1. 無形スピリット [4:00]
編曲：足土貴英（sacra）・熊原正幸
TBS系ドラマ『LADY〜最後の犯罪プロファイル〜』主題歌
2. ゲノミクロニクル [3:11]
編曲：Tomishiro
3. 無形スピリット-Mugen Loop Remix [6:39]
Remixed & Additional Production by TeddyLoid
4. 無形スピリット -instumental-

### 初回限定盤DVD
- 無形スピリット（PV）
映像監督は関和亮。CGを一切使用していないコマ撮り（ストップモーション・アニメーション）の技法が駆使されている。

## 収録アルバム
無形スピリット
- 『CIRCLE CYCLE』
- 『KO SHIBASAKI ALL TIME BEST 詩』

ゲノミクロニクル
- 『CIRCLE CYCLE』

## 試聴（公式）
- 無形スピリット （公式ミュージックビデオ） - YouTube